# River Igol
River Igol är en flodmynning i Storbritannien.   Den ligger i grevskapet Norfolk och riksdelen England, i den sydöstra delen av landet, 150 km norr om huvudstaden London. River Igol ligger 4 meter över havet.
Terrängen runt River Igol är platt. Havet är nära River Igol åt nordväst. Runt River Igol är det ganska tätbefolkat, med 90 invånare per kvadratkilometer. Närmaste större samhälle är King's Lynn, 11,0 km söder om River Igol. Trakten runt River Igol består till största delen av jordbruksmark.